# San Cesario sul Panaro
San Cesario sul Panaro (emilián nyelven San Gèr) település Olaszországban, Emilia-Romagna régióban, Modena megyében. Lakosainak száma 6601 fő (2023. január 1.). San Cesario sul Panaro Castelfranco Emilia, Modena, Savignano sul Panaro, Valsamoggia és Spilamberto községekkel határos.

## Népesség
A település lakossága az elmúlt években az alábbi módon változott:
| Lakosok száma | 6463 | 6460 | 6601 |
|               | 2017 | 2018 | 2023 |

## Gazdaság
A településen működik az argentin származású Horacio Pagani szuper-sportkocsikat gyártó manufaktúrája, a Pagani Automobili S.p.A.